# Eleição para o Senado federal pelo Havaí em 2006
A eleição para o senado do estado americano do Havaí em 2006 realizada em 7 de novembro de 2006. A eleição foi vencida pelo democrata Daniel Akaka.
Ed Case tinha afirmado que, embora tenha o mais profundo respeito por Daniel Akaka,o Havaí estava (segundo ele) em um momento de transição no que diz respeito à representação do estado no Congresso. Ele alertou o estado que perderia toda influência em Washington, se o estado tivesse dois Senadores ambos os quais com mais de 80 anos (Daniel Akaka e Daniel Inouye ambos membros do partido democrata). Se um senador morreria a lei eleitoral exige que o governador nomeie um substituto do mesmo partido.
O outro representante do Havaí, Neil Abercrombie (que hoje é governador do Estado), e o outro senador, Daniel Inouye apoiaram Akaka.